# لئون نیل کوپر
لئون نیل کوپر (به انگلیسی: Leon Cooper) (متولد ۲۸ فوریه ۱۹۳۰ – درگذشته ۲۳ اکتبر ۲۰۲۴) فیزیک‌دان آمریکایی بود. او به همراه جان باردین و جان رابرت شریفر برای ارائهٔ نظریه‌ای در بارهٔ ابررسانایی، نظریه بی‌سی‌اس موفق به دریافت جایزه نوبل فیزیک در سال ۱۹۷۲ شد.
لئون نیل کوپر در ۲۳ اکتبر ۲۰۲۴، در سن ۹۴ سالگی درگذشت.

## نظریه ابررسانایی
او یکی از پدیدآورندگان نظریه BCS در توجیه پدیده ابررسانایی است که به خاطر آن جایزه نوبل فیزیک ۱۹۷۲ را به همراه جان باردین و جان رابرت شریفر دریافت کرد.

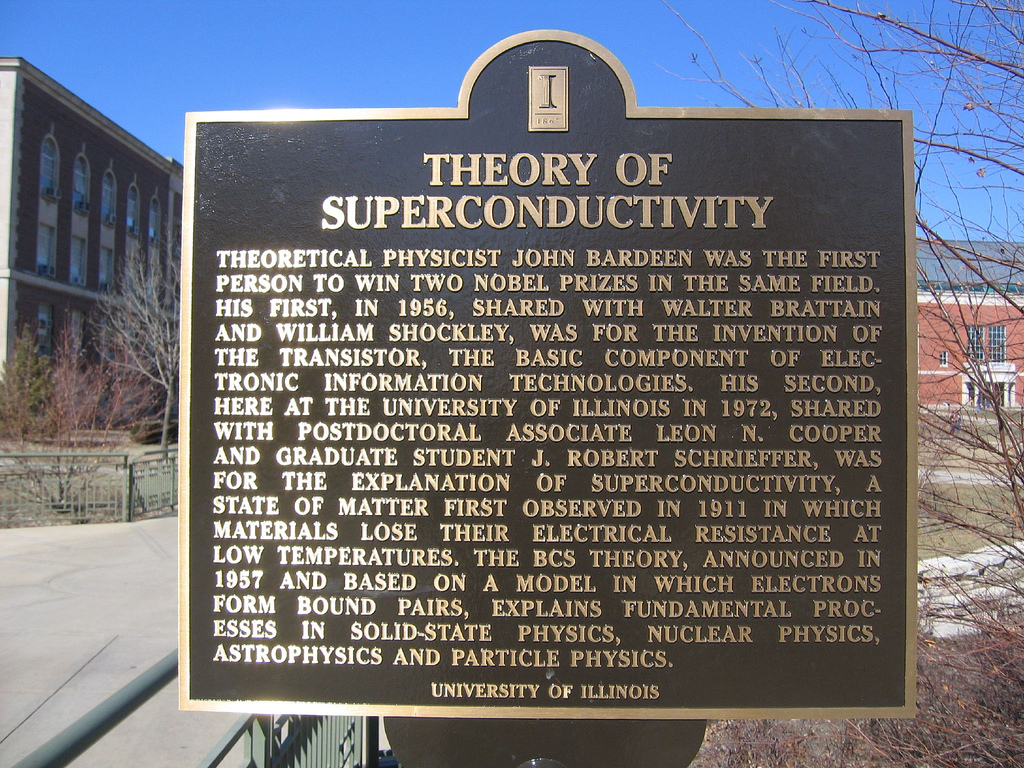
لوح یادبود جان بردین و نظریه ابررسانایی در دانشگاه ایلینوی در اربانا شمپین